# 大阪公立大学小型宇宙機システム研究センター
大阪公立大学小型宇宙機システム研究センター（おおさかこうりつだいがくこがたうちゅうきシステムけんきゅうセンター、英: Small Spacecraft System Reseach Center、通称: SSSRC）は、小型人工衛星SOHLA-1（「まいど1号」）プロジェクトに大阪府立大学の学生・院生たちが参加し、設計・開発を行ったことをきっかけに大阪府立大学と包括協力協定を締結した宇宙航空研究開発機構（JAXA）の支援の下、2005年（平成17年）4月に工学研究科に設置された研究センターである。2019年（平成31年）より大阪府立大学研究推進機構21世紀科学研究センター 宇宙科学研究センター の所属へ変更になった。2022年度より，大阪府立大学と大阪市立大学が合併し大阪公立大学が設立されたことに伴い，大阪公立大学の組織へ移管された．学生主体で超小型人工衛星（CubeSat）、モデルロケット、CanSatの研究開発を行っている。所在地は堺市中区。

## 解説
学生が主体となって活動していることが特徴で、分野を問わず学部1回生から大学院生まで研究センターに所属できる。学部1回生の間は前期に上回生から新入生教育としてプログラミングや回路、システムエンジニアリングの講習を受け、夏休みから年末までCanSatと呼ばれる空き缶サイズの模擬衛星の製作を通して、一つのプロジェクトのはじまりから終わりまでを体験する。製作したCanSatで種子島で行われる種子島ロケットコンテストへの出場する場合もある。一通りものづくりを経験した後に、本格的に各プロジェクトに参加する。

## 現在のプロジェクト

### OPUSAT-Ⅱ："ひろがり"
小型宇宙機システム研究センターが開発する衛星としては2機目の衛星。2021年2月21日 午前2時36分(JST)にアメリカ合衆国バージニア州にあるワロップス飛行施設より、アンタレスロケットにて打ち上げられた。打ち上げ後は一度ISSに輸送され、ISSのきぼう実験棟のロボットアームに取り付けられる小型衛星放出機構（J-SSOD）から放出が予定されている。ミッションとして、アマチュア無線帯における高速通信技術実証と軌道上形状計測システムの実証を目指す。室蘭工業大学航空宇宙機システム研究センターと共同で開発を行い、大阪府立大学小型宇宙機システム研究センターが衛星バス部とミッション部の一部、室蘭工業大学航空宇宙機システム研究センターがミウラ折り二次元展開構造を担当した。

### COLOURS ロケットプロジェクト
2020年度より凍結していたロケット開発を再開。ハイブリッドロケットの開発を目指す。

## 過去のプロジェクト

### OPUSAT："CosMoz"
2011年（平成23年）12月、研究センターが開発を進めている超小型衛星OPUSAT（オプサット）が宇宙航空研究開発機構のH-IIAロケット相乗り公募小型副衛星に香川大学のSTARS-II、筑波大学のITF-1などと共に選ばれた。21世紀科学研究機構に属する宇宙科学技術研究センターをはじめとする研究機関や専門家・研究者の協力のもと、人工衛星の設計・開発・試験・運用すべてを小型宇宙機システム研究センターに所属する学生が行った。OPUSATは2014年（平成26年）2月28日にH-IIAロケット23号機によって打ち上げられた。5か月間の運用が行われた後、同年7月24日に大気圏へ突入し消滅した。

### OPUSAT-KIT
OPUSATの設計を基にした人工衛星キットOPUSAT-KITの開発が株式会社ニッシンとともに2014年より開始された。2016年（平成28年）12月には受注受付が開始され，現在は受注中止中。

### CEESロケット
推進剤に液体窒素、加熱剤に温水を用い、液体窒素を温水により気化させることで推進力を得て飛行する非燃焼小型ロケット。CEESは極低温の"Cryological"、経済性の"Economical"、環境性の"Ecological"、安全性の"Safe"の単語のそれぞれの頭文字をとったものである．航空宇宙工学分野宇宙環境利用工学研究室と共同で、液体窒素と熱湯を推進剤として使用する非燃焼型小型ロケットであるCEESロケットの設計・開発・試験も実施。CEES-4Bでは高度155mに到達。CEES-4miniまで開発が進められた。打上げは能代宇宙イベントやコスモパーク加太などにおいて実施していた。2018年度よりプロジェクトを凍結。